# روی فالکنر (بازیکن فوتبال، زاده ۱۹۳۵)
روی فالکنر (انگلیسی: Roy Faulkner؛ زادهٔ ۲۸ ژوئن ۱۹۳۵) بازیکن فوتبال اهل بریتانیا است.
از باشگاه‌هایی که در آن بازی کرده‌است می‌توان به باشگاه فوتبال منچستر سیتی و باشگاه فوتبال والسال اشاره کرد.